# Dorothée Munyaneza
Dorothée Munyaneza, née en 1982 au Rwanda, est une chanteuse, une actrice, une danseuse et une chorégraphe britannico-rwandaise.

## Biographie
Elle est née en 1982 à Kigali, d'une mère journaliste et interprète pour des ONG, et d'un père pasteur protestant. Lorsque le 6 avril 1994, l'avion du président du Rwanda, Juvénal Habyarimana, est abattu, et que débute le génocide des Tutsi, elle a 12 ans et devait rejoindre en août sa mère qui travaille comme journaliste à Londres. 
A l'été 1994, à la fin du génocide des Tutsi, elle et sa famille s'installent à Londres,,,.
Elle reprend des études au lycée français de Londres, en sixième. Elle ne parle pas français, en arrivant, mais est épaulée par ses camarades et ses professeurs. Une rencontre avec la Suissesse Christine Sigwart qui accompagne des chœurs d'enfants de différents pays et milieux sociaux, avec la Jonas Foundation, lui fait s'intéresser à la musique. En plus des sciences sociales, elle étudie la musique à la Jonas Foundation de Londres. 
Elle acquiert la nationalité britannique. En 2004, elle chante sur la bande originale du film Hôtel Rwanda, de Terry George, puis prolonge une collaboration musicale avec le groupe Afro Celt Sound System sur l'album Anatomic. Elle travaille comme chanteuse et danseuse avec des chorégraphes contemporains, notamment François Verret, Robyn Orlin, Rachid Ouramdane, Nan Goldin, Mark Tompkins, Ko Murobushi et encore Alain Buffard,. En 2010, elle enregistre un album solo avec le producteur de Afro Celt Sound System, Martin Russell, et collabore au projet du compositeur anglais James Brett, Earth Song. En 2011, elle s'installe avec son mari, français, à Marseille. En 2013, elle participe au spectacle Struggle inspiré par Woody Guthrie, avec Seb Martel et Catman.
D'un texte écrit pour donner forme et voix à ses souvenirs du génocide des Tutsi au Rwanda en 1994, elle tire le canevas d'un spectacle, Samedi détente, créé vingt ans après, en novembre 2014,  au théâtre de Nîmes, quelques mois après la naissance d'une fille. Ce nom, Samedi détente, est celui d'une émission de radio qu'elle écoutait, gamine, avant les événements dramatiques : « c'est un titre paradoxalement lumineux, qui me semblait plus juste pour évoquer l'indicible et essayer de me souvenir d'abord de la vie, de mes amis lorsqu'ils étaient vivants. ». Elle est accompagnée dans l'interprétation par le musicien et compositeur Alain Mahé et par la danseuse et chorégraphe ivoirienne Nadia Beugré, puis ultérieurement par le danseur Amaël Mavoungou,,,. Ce spectacle fait ensuite l'objet d'une tournée dans une centaine de lieux, y compris au Rwanda en 2016.
En juillet 2017,  elle présente au festival d'Avignon sa deuxième pièce, Unwanted, dans la suite de Samedi détente. Elle est consacrée aux enfants nés des viols perpétrés pendant le génocide des Tutsi au Rwanda, et au traumatisme des femmes violées,,. Pour élaborer cette pièce, elle a rencontré une soixantaine de femmes et leurs enfants. « Elles racontent des faits d’une extrême violence avec une telle douceur et un tel calme. Ce contraste était lui-même un sujet. ». Dans l'interprétation de la pièce, elle est accompagnée d'une chanteuse compositrice africaine américaine, Holland Andrews : « Unwanted devait être un solo : juste moi seule chargée de toutes les voix de ces femmes », indique-t-elle, « Puis j’ai rencontré Holland Andrews à Portland. Rien que sa voix pure, non trafiquée, offre plusieurs textures. Elle peut partir en envolées lyriques façon opéra pour redescendre aussi sec dans des couches souterraines avec une voix très gutturale. En improvisation, quand moi je sombrais dans l’extrême violence, elle savait toujours me rattraper avec un contraste poétique ». Alain Mahé est également partie prenante pour le volet musical de la création.
En 2017 également, elle rend hommage à Omaya Al-Jbara, en chantant le morceau en trois parties Omaya sur le disque Ascensions de Babx, accompagné par Archie Shepp.
En 2024, elle imagine une programmation, pour le Théâtre national de Chaillot à Paris, Chaillot Expérience #8 Rwanda-Ejo, consacrée à la scène contemporaine rwandaise.